# 허슬러 (잡지)

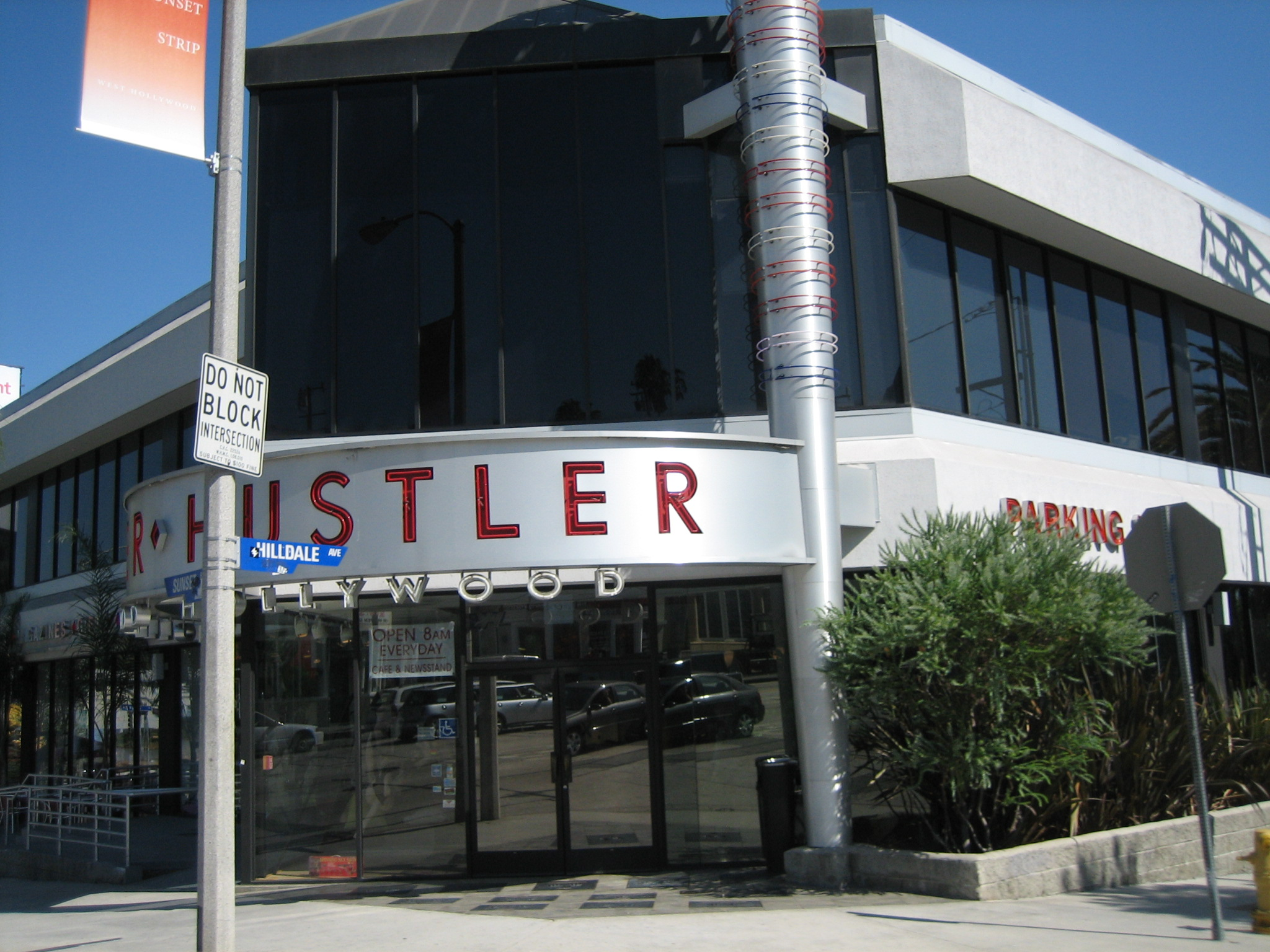
미국 캘리포니아주 웨스트할리우드의 허슬러 소매점.

《허슬러》(Hustler)는 미국에서 출판되는 월간 포르노그래피 잡지이다. 1974년 래리 플린트에 의해 처음 출판되었다. 당시 스트립 클럽 사업을 위해 저렴한 광고 역할을 했던 허슬러 뉴스레터(Hustler Newsletter)에서 한 걸음 더 나아간 것이다. 여성의 외음부를 명시적으로 보여줌으로써 플레이보이와 같은 상대적으로 얌전한 출판사들과 대조적으로 최초의 주요 미국 기반 잡지 중 하나가 되었다.

## 설립
■ 설립: 1968년
사업은 1968년 초반부터 래리 플린트와 그의 형제 지미 플린트가 미국 오하이오주 데이튼에 위치한 'Hustler Club'이라는 남성용  스트립 클럽 체인을 개점하였으며, 이후 1969년에 미국 오하이오주 신시내티에서도 사업을 시작하였고, 이후 콜럼버스, 클리블랜드, 톨렌도, 애크런에 같은 이름의 클럽 체인을 개점하였다.

## 출판사
허슬러의 공식 출판사는 LFP이며 이 기업은 포르노그래피 영화도 생산한다. 원래 L.F.P는 Larry Flynt Publications을 대표하였다.

## 참고 문헌
- Kipnis, Laura (2001). 〈Reading Hustler〉.   Harrington, C. Lee; Bielby, Denise D. 《Popular culture: production and consumption》. Blackwell readers in sociology. Wiley-Blackwell. 133–153쪽. ISBN 0-631-21710-X.